# ペーパーマージン
ペーパーマージンとは商学用語の一つで、市場においての独占力が強い業界において、代理権や特約権を与えられた業者が、実際に業務を行わず伝票上だけで業務を行ったことにしたり、他の業者に権利の貸与などをすることで得るというマージンである。
輸入割当制が取られていた時代の日本では、新規参入業者の輸入割り当てが困難であることから、輸入割り当てそのものが既得権益となり、実際に取引活動をしていないというのにペーパーマージンで利益を得ていた輸入業者が存在していたと考えられる。